# Sabulodes puebla
Sabulodes puebla là một loài bướm đêm trong họ Geometridae.